# Per Lyngemark

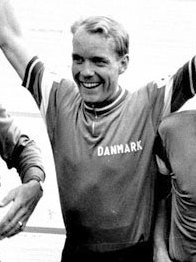
Per Lyngemark (1968)

Per Lyngemark (* 23. Mai 1941 in Frederiksberg Kommune; † 2. April 2010) war ein dänischer Radrennfahrer und Olympiasieger im Radsport.

## Sportliche Laufbahn
1968 gewann Per Lyngemark bei den Olympischen Sommerspielen 1968 in Mexiko-Stadt gemeinsam mit Gunnar Asmussen, Reno Olsen, Peder Pedersen und Mogens Frey die Goldmedaille in der Mannschaftsverfolgung. Im Finale siegte Dänemark gegen den Bahnvierer der Bundesrepublik.
Im Olympiajahr gewann er mit Reno Olsen, Peder Pedersen und Mogens Frey die nationale Meisterschaft in der Mannschaftsverfolgung. 1972 wurde er erneut Meister mit Bent Pedersen, Reno Olsen und Svend Erik Bjerg. 1964 und 1969 wurde er Vize-Meister.